# Rainbach (Schwarzenbach)
Der Rainbach (ungarisch: Zarannuk patak) ist ein circa 7 Kilometer langer Bach in Niederösterreich und im Burgenland.

## Der Verlauf des Baches
Das Quellgebiet des Rainbaches liegt in der Rotte Schön in Schwarzenbach. Er mündet bei Kobersdorf in den Schwarzenbach.

## Der Name „Rainbach“
Den Namen erhielt er wahrscheinlich auf Grund seines speziellen Verlaufs. Bereits kurz nach seinem Quellgebiet bildet er die Grenze (den „Rain“) zwischen Niederösterreich und dem Burgenland. In seinem weiteren Verlauf bildet er fast bis zur Mündung in den Schwarzenbach die Grenze der Kobersdorfer Katastralgemeinden Kobersdorf und Oberpetersdorf.
In historischen Urkunden wird der Rainbach auch Zarannuk Potok, Zarannuk-potok beziehungsweise Zarannukpotok genannt.